# Bint Dschubail
Bint Dschubail (arabisch بنت جبيل Bint Dschubail, DMG Bint Ǧubail, lokal Bıntı Žbēl; auch als Bint Jbail, Bint Jbeil, Bint Dschbail oder Bint Jubayl) ist die zweitgrößte Stadt im Gouvernement Nabatäa im südlichen Libanon. Die Stadt hat eine geschätzte Einwohnerzahl von 30.000. Die genaue Bevölkerungszahl ist unbekannt, weil der Libanon seit 1932 keinen offiziellen Zensus mehr durchgeführt hat. 1978 drang die israelische Armee in den Libanon ein und besetzte außer Tyros den Südlibanon bis zum Fluss Litani. Dabei war auch Bint Dschubail besetzt. 1982 drang Israel erneut in den Libanon ein und nahm am Libanesischen Bürgerkrieg teil. Die Stadt war dann zwischen 1982 und 2000 von Israel besetzt. Als Israel sich im Jahre 2000 nach 18-jähriger Anwesenheit aus dem südlichen Libanon zurückgezog, übernahm die Hisbollah die Kontrolle. Die Stadt wird von den libanesischen Hisbollah als „Hauptstadt des befreiten Südens“ und von den Israelis als „Hauptstadt der Hisbollah“ bezeichnet. Die Stadt war während des Libanonkriegs 2006 wiederholt Schauplatz von Bodengefechten zwischen der israelischen Armee und Hisbollah.
Manche Historiker sind der Ansicht, dass der Name der Stadt Bint Dschubail von einem jemenitischen Namen abgeleitet ist. Sie argumentieren, dass der Name in Verbindung mit Volksstämmen aus dem Jemen stehe, die vor Jahrhunderten an die Levante gekommen seien und aus jemenitischen Städten wie Dschibla, Dschabalan al-Ardaba und Dschabalan ar-Raima stammten. Andere Historiker sind der Ansicht, dass die Phönizier, die Bint Dschubail gründeten, aus der nordlibanesischen Stadt Byblos (arabisch Dschubail) gekommen seien. Bint Dschubail sei als „Tochter von Byblos“ zu verstehen.